# Pentanitroanilin
Pentanitroanilin ist ein Sprengstoff. Es besteht aus einem Benzolring mit einer Aminogruppen (–NH2) und fünf Nitrogruppen (–NO2) als Substituenten.
Das Nitrieren von 3,5-Dinitroanilin mit wasserfreier Nitriersäure führt in 52%iger Ausbeute zum Pentanitroanilin. Durch Oxidation von Pentanitroanilin mit Peroxodischwefelsäure entsteht Hexanitrobenzol.